# Supercharger (album)
Supercharger este cel de-al patrulea album al formației heavy metal americane Machine Head. Albumul a fost vândut în peste 250.000 de copii în Statele Unite.

## Lista pieselor
Toate melodiile sunt scrise și compuse de Machine Head except as noted below. 
| Nr.             | Titlu                       | Versuri          | Muzică                 | Lungime |  |
| 1.              | „Declaration”               |                  |                        | 1:11    |  |
| 2.              | „Bulldozer”                 | Robert Flynn     | Flynn                  | 4:35    |  |
| 3.              | „White-Knuckle Blackout!”   | Flynn, Adam Duce | Flynn, Ahrue Luster    | 3:15    |  |
| 4.              | „Crashing Around You”       | Flynn            | Flynn                  | 3:14    |  |
| 5.              | „Kick You When You're Down” | Flynn            | Flynn, Luster          | 4:01    |  |
| 6.              | „Only The Names”            | Flynn            | Flynn                  | 6:08    |  |
| 7.              | „All In Your Head”          | Flynn            | Flynn, Luster          | 4:06    |  |
| 8.              | „American High”             | Flynn            | Flynn, Dave McClain    | 3:48    |  |
| 9.              | „Brown Acid”                |                  |                        | 0:59    |  |
| 10.             | „Nausea”                    | Flynn, Duce      | Flynn, McClain, Luster | 4:24    |  |
| 11.             | „Blank Generation”          | Flynn            | Flynn, Luster          | 6:38    |  |
| 12.             | „Trephination”              | Flynn            | Flynn, McClain, Luster | 4:59    |  |
| 13.             | „Deafening Silence”         | Flynn            | Flynn, Luster          | 5:33    |  |
| 14.             | „Supercharger”              | Flynn, Duce      | Flynn, McClain         | 3:48    |  |
| Lungime totală: | Lungime totală:             | Lungime totală:  | Lungime totală:        | 56:39   |  |

| Japanese bonus track |                                         |                                                     |         |  |
| Nr.                  | Titlu                                   | Autor(i)                                            | Lungime |  |
| 15.                  | „Hole In The Sky” (Black Sabbath cover) | Ozzy Osbourne, Tony Iommi, Geezer Butler, Bill Ward | 3:33    |  |
| Lungime totală:      | Lungime totală:                         | Lungime totală:                                     | 60:12   |  |

| Digipak release |                                          |                 |                 |         |  |
| Nr.             | Titlu                                    | Versuri         | Muzică          | Lungime |  |
| 15.             | „The Blood, The Sweat, The Tears” (live) | Flynn           | Luster, Flynn   | 4:35    |  |
| Lungime totală: | Lungime totală:                          | Lungime totală: | Lungime totală: | 61:16   |  |

| 18 track digipak release |                                             |                 |                                                     |         |  |
| Nr.                      | Titlu                                       | Versuri         | Muzică                                              | Lungime |  |
| 15.                      | „Hole In The Sky” (Black Sabbath cover)     |                 | Ozzy Osbourne, Tony Iommi, Geezer Butler, Bill Ward | 3:33    |  |
| 16.                      | „Ten Fold” (from the Supercharger sessions) | Flynn           | Luster                                              | 4:53    |  |
| 17.                      | „The Blood, The Sweat, The Tears” (live)    | Flynn           | Luster, Flynn                                       | 4:35    |  |
| 18.                      | „Desire To Fire” (live)                     | Flynn           | Flynn                                               | 4:37    |  |
| Lungime totală:          | Lungime totală:                             | Lungime totală: | Lungime totală:                                     | 74:17   |  |

## Personal
Machine Head
- Robert Flynn - vocal, chitară
- Ahrue Luster - chitară
- Adam Duce - chitară bas
- Dave McClain - baterie

Personal tehnic
- Johnny K. - producător
- Machine Head - Co-producător
- Colin Richardson - mixaj
- Johnny K., Kevin Bosley - inginer
- Scott Oyster - inginer asistent
- Brett Nolan - inginer asistent
- Ted Jensen - mastering

Hole In The Sky
- Colin Richardson - producție
- Toby Wright - mixaj

Live tracks
- Machine Head - producție
- Toby Wright - mixaj

## Poziții
| Clasament (2001)                | Poziții |
| ------------------------------- | ------- |
| Australian Albums Chart         | 24      |
| Austrian Albums Chart           | 33      |
| Belgian Albums Chart (Flanders) | 46      |
| Dutch Albums Chart              | 88      |
| Finnish Albums Chart            | 25      |
| French Albums Chart             | 35      |
| German Albums Chart             | 25      |
| Swedish Albums Chart            | 42      |
| Swiss Albums Chart              | 82      |
| UK Album Chart                  | 34      |
| The Billboard 200               | 115     |